# Grandios
Grandios (Eigenschreibweise: GRANDIOS) ist ein multimediales, deutschsprachiges, christliches Magazin, das zweimal jährlich im deutschsprachigen Raum im Handel und als ePaper bzw. Online-Ausgabe erscheint.

## Geschichte

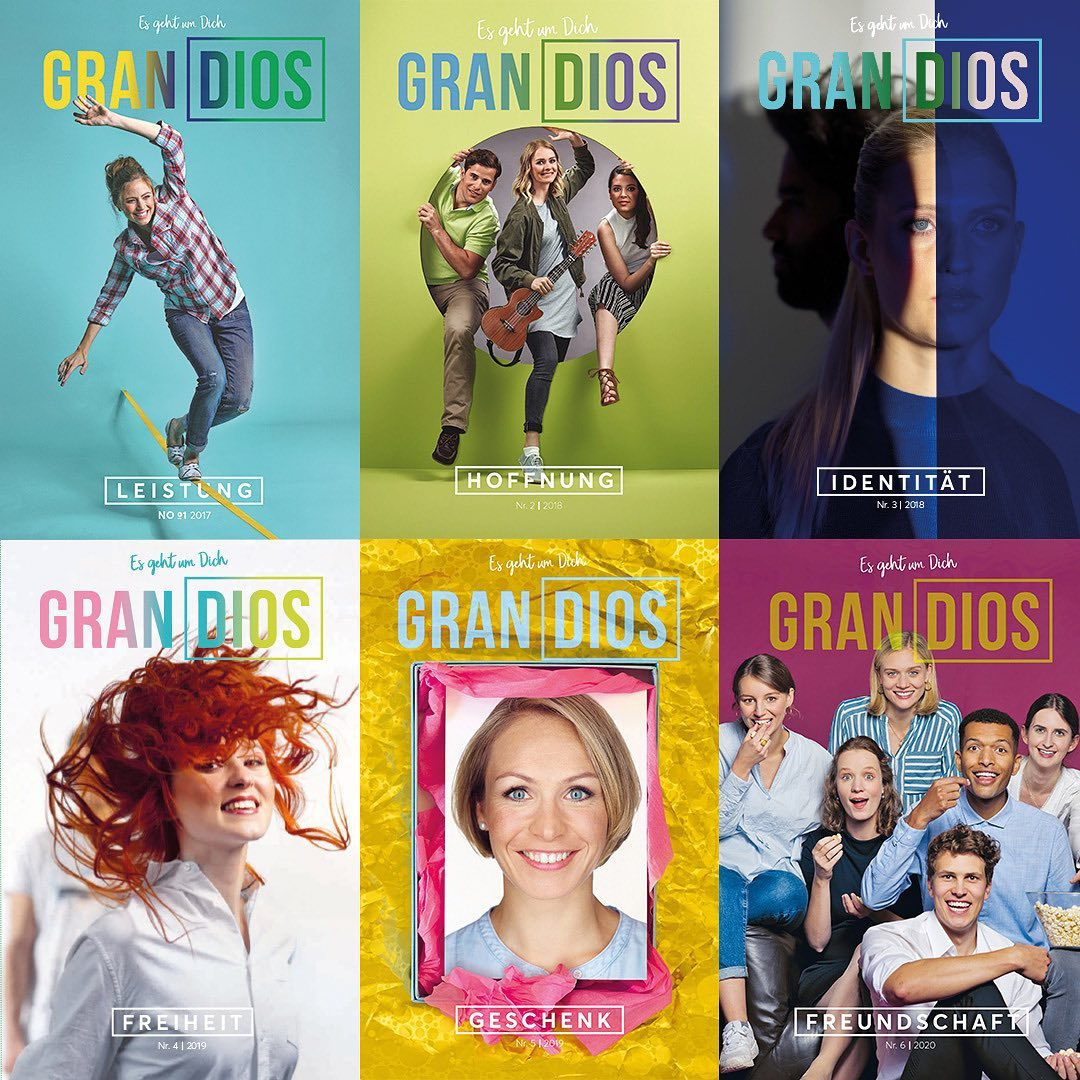
Grandios Cover der ersten sechs Ausgaben unter altem Herausgeber (Bistum Regensburg)

Das Magazin wurde ursprünglich für das Bistum Regensburg gegründet. Die erste Ausgabe erschien 2017. Bis zur sechsten Ausgabe (2020) wurde das Magazin vom Bistum Regensburg herausgegeben. Aus finanziellen Gründen zog sich die Diözese im Oktober 2020 zurück. Die neugegründete „Grandios Stiftung“ übernahm im Anschluss die Herausgeberschaft. Seither ist das Magazin als Abonnement und im Handel erhältlich und erscheint in ganz Deutschland, Österreich und der Schweiz.
Das Magazin wurde mit dem Wunsch entwickelt, eine neue Gesprächsbasis für nachhaltige, christliche Ideen in der Lebenswirklichkeit der Menschen zu schaffen. Die bisherigen Ausgaben beschäftigten sich mit den Themen Leistung (2017), Hoffnung (2018), Identität (2018), Freiheit (2019), Geschenk (2019), Freundschaft (2020), Talent (2021), Vertrauen (2022), Wahrheit (2022), Sehnsucht (2023), Liebe (2023), Der Mensch – Wert und Würde des Menschen (2024), Frieden (2024) und Klugheit (2025).

## Profil
Das zweimal im Jahr mit je etwa 120 Seiten erscheinende Magazin widmet sich in jeder seiner Ausgaben einem existenziellen Thema mit dem Anspruch, gelebte, nachhaltige und christliche Werte in der Lebenswirklichkeit der Menschen zu zeigen. Es richtet sich laut Redakteur Tobias Liminski dabei an „Menschen, die ihren Platz in der Gesellschaft suchen und nach dem Sinn im Leben fragen“. Themen wie Talent, Vertrauen, Sehnsucht, Wahrheit oder Liebe werden dabei aus unterschiedlichen Perspektiven beleuchtet. Ein Schwerpunkt des Magazins liegt auf Interviews, die unter anderem mit Andrea Bocelli, Magdalena Neuner, Gregor Gysi, Johannes Hartl, Andrea Ballschuh Melanie Behringer, Georg Gänswein, Gerald Hüther, Karl-Theodor zu Guttenberg und Jonathan Roumie, Kevin-Prince Boateng Anna-Maria Wagner, Roderich Kiesewetter sowie Asfa-Wossen Asserate geführt wurden.

Die Aufmachung des Magazins wurde mehrfach als Best-Practice-Beispiel hervorgehoben und mit einem Design-Preis (BCM – Best of Marketing 2018) ausgezeichnet. Neben der Print-Ausgabe präsentiert sich das Magazin mittlerweile auch als Podcast, im TV und online. Der YouTube-Kanal hat 7.000 Abonnenten (April 2025) und hat mit seinen Videos bereits mehr als 16,6 Millionen Menschen erreicht. Der Kanal zeigt unter anderem die Interviews in voller Länge.

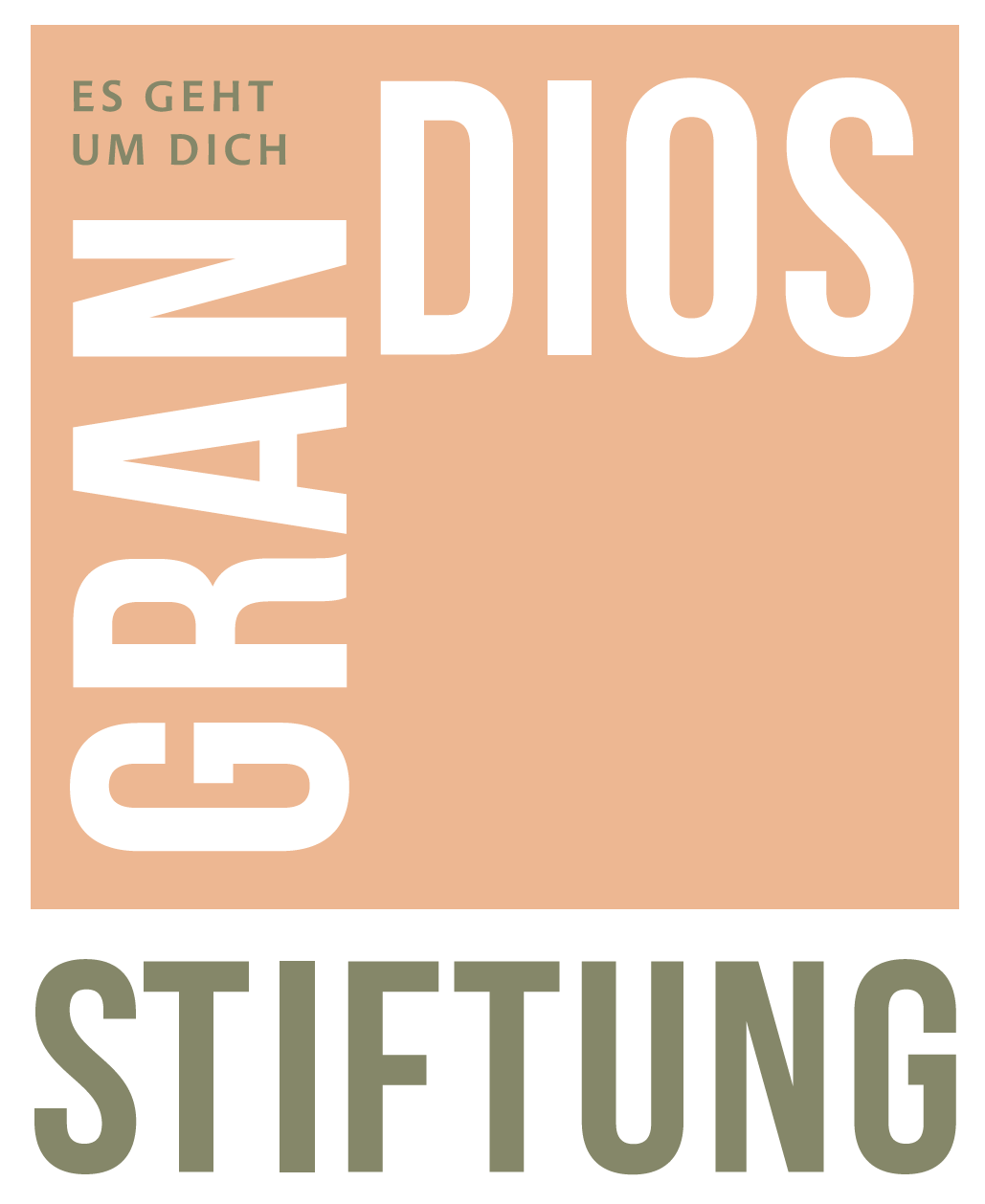
Logo der Grandios Stiftung

## Herausgeber
Die „Grandios Stiftung“ ist Markeninhaber und Herausgeber des seit September 2021 auch im Handel und als Abonnement erhältlichen Magazins. Die Stiftung ist eine anerkannt gemeinnützige Treuhandstiftung, ein Verbund von Unternehmern aus der Wirtschaft, der Medienwelt und der Kultur, mit Sitz in Bonn und Regensburg. Die Stiftung hat sich die Förderung von Bildung zur Aufgabe gemacht. Die dafür nötigen Mittel wollen die Verantwortlichen aus Spenden und dem Vertrieb des Magazins Grandios erwirtschaften.

## Redaktion
Bereits seit dem Start des Magazins wird die Redaktion von Tobias Liminski, einem in Regensburg ansässigen Medienmanager, und Markus Reder, dem ehemaligen Chefredakteur der Wochenzeitung „Die Tagespost“, geleitet. Zu den regelmäßigen Autoren gehören neben der Chefredaktion unter anderem auch der EWTN-Geschäftsführer Martin Rothweiler, CNA Korrespondent Rudolf Gehrig und der Osteuropa-Experte Stephan Baier. Bis zu seinem Tod schrieb auch der bekannte Autor und Publizist Jürgen Liminski (u. a. Deutschlandfunk) für das Magazin. Jürgen Liminski war maßgeblich daran beteiligt, dass das Magazin in seiner bisherigen und jetzigen Form existiert und mit dem Herausgeberwechsel auch auf den deutschlandweiten Markt gebracht werden konnte. In den aktuellen Ausgaben schreiben auch Bestsellerautoren wie Peter Seewald, Alexander Kissler, Josef Kraus, oder Johannes Hartl, der Philosoph, Unternehmer und Wirtschaftsethiker Thomas Rusche, Influencerin Zaza Gatarski oder Journalisten und Autoren wie Miodrac Soric, Stefan Rehder und Johannes Seemüller.

## Medien
Neben der Druckausgabe mit einer Druckauflage von 40.000 Stück, die auch online erhältlich ist, gibt es auch eine gleichnamige, regelmäßig laufende Fernsehsendung (EWTN TV, K-TV, Hope TV und Bibel TV), die im Monat laut Sender rund 2 Millionen Zuschauer erreicht. Außerdem gibt es mit Grandios – Podcast mit Tiefgang einen Podcast zum Magazin. Neben den Interviews werden zahlreiche Beiträge des Podcasts vom Schauspieler Michael König gesprochen. Seit dem 1. Oktober 2024 gibt es online auch die Möglichkeit, Grandios in weiteren Sprachen (englisch, französisch, spanisch) zu lesen.